# Erwin Wilczek
Erwin Feliks Wilczek (ur. 20 listopada 1940 w Wirku, zm. 30 listopada 2021 Aulnoy-lez-Valenciennes) – polski piłkarz, reprezentant Polski, wielokrotny mistrz Polski, trener. Nadano mu przydomek boiskowy „Biba”; z wykształcenia technik górniczy.

## Kariera
Grał na boisku na pozycjach napastnika, pomocnika i rozgrywającego. Karierę rozpoczynał w klubie Wawel Wirek Ruda Śląska, w 1954 przeszedł do Zrywu Chorzów. W latach 1959–1973 bronił barw Górnika Zabrze; przez piętnaście sezonów wystąpił w 293 meczach ligowych, w innych oficjalnych rozgrywkach (Puchar Polski, europejskie puchary, Puchar Ligi) zaliczył dalsze 101 meczów. W spotkaniach polskiej ekstraklasy strzelił 96 bramek. Odniósł wraz z Górnikiem szereg sukcesów – 9 tytułów mistrza Polski (1959, 1961, 1963–1967, 1971, 1972), 6 Pucharów Polski (1965, 1968–1972), finał Pucharu Zdobywców Pucharów (1970).
W latach 1961–1969 wystąpił w 16 oficjalnych meczach reprezentacji Polski, zdobywając w nich 2 bramki. Reprezentował także barwy narodowe w kadrze juniorów jeszcze jako piłkarz Zrywu Chorzów.
W 1973 przeszedł do ligi francuskiej. W barwach US Valenciennes (do 1975) był m.in. najlepszym strzelcem II ligi francuskiej. Po zakończeniu kariery zawodniczej podjął pracę trenerską. Zajmował się zespołami młodzieżowymi Górnika, potem pracował w Valenciennes. Gaboński zespół AS Sogara doprowadził do finału Pucharu Mistrzów Afryki (1987). W 1986 przez krótki czas prowadził kadrę narodową Gabonu.
W okresie gry w Górniku był uważany za lidera zespołu, dysponującego dobrym przeglądem boiskowej sytuacji. Był także skutecznym strzelcem.
W ostatnich latach chorował na Alzheimera. Zmarł 30 listopada 2021, pochowany w Aulnoy-lez-Valenciennes we Francji. O śmierci poinformował syn Erwina i jego rodzina.